# Claudette Colbert
Claudette Colbert (/koʊlˈbɛər//kohl-BAIR/); (nascida Émilie Claudette Chauchoin; Saint-Mandé, 13 de setembro de 1903 — Speightstown, 30 de julho de 1996) foi uma atriz franco-estadunidense, mais conhecida por sua atuação em "It Happened One Night".
Nascida em Saint-Mandé, na França, mas criada em Nova Iorque, Claudette começou sua carreira na Broadway em produções dos anos 20, indo para o cinema com o advento do "cinema falado". Estabeleceu uma bem-sucedida carreira com a Paramount Pictures, tornando-se uma das mais bem pagas artistas do cinema na época. Colbert foi reconhecida como um dos principais expoentes femininos da chamada comédia maluca. Ganhou o Oscar de melhor atriz por seu desempenho em "It Happened One Night" (1934), e também recebeu indicações por papéis dramáticos em "Private Worlds" (1935), e "Since You Went Away" (1944). Outros trabalhos notáveis de sua carreira incluem "Cleópatra" (1934), e "The Palm Beach Story" (1942).
Com seu rosto redondo, olhos grandes, jeito charmoso, aristocrático e talento para a comédia leve e o drama emocional, a versatilidade de Colbert levou-a a se tornar uma das estrelas mais bem pagas da década de 1930 e 1940 e, em 1938 e 1942, a mais bem paga. Ela estrelou mais de 60 filmes. A grande maioria de suas cenas mostrava o lado esquerdo de seu rosto, já que Colbert tinha aversão de ser fotografada de seu lado facial direito. Entre suas frequentes co-estrelas estavam Fred MacMurray, em sete filmes; e Fredric March, em quatro filmes.
No início da década de 1950, Colbert passou da tela para a televisão e trabalho no palco, e ganhou uma indicação ao Tony Award por "The Marriage-Go-Round", em 1959. Sua carreira começou a declinar no início dos anos 1960, mas no final dos anos 1970, ressurgiu no teatro, recebendo um Sarah Siddons Award por seu trabalho, em Chicago, no ano de 1980. Por seu papel em "The Two Mrs. Grenvilles" (1985), ela ganhou um Globo de Ouro e um indicação ao Emmy.
Claudette se aposentou após uma carreira de mais de 60 anos, indo morar em Barbados. Viera a falecer aos 92 anos após uma série de acidentes vasculares cerebrais. Encontra-se sepultada no cemitério da Igreja de Godings Bay, Speightstown, Saint Peter, em Barbados.
Em 1999, o Instituto Americano de Cinema nomeou Colbert como uma das doze melhores estrelas femininas do cinema clássico de Hollywood. Claudette possui uma estrela na Calçada da Fama.

## Biografia
Émilie Claudette Chauchoin (pronunciado "show-shwan") nasceu em Saint-Mandé, na França, filha de Jeanne Marie Chauchoin (nascida Loew) e Georges Claude Chauchoin.
Embora batizada de "Émilie", ela costumava ser chamada de "Lily" em homenagem à atriz Lillie Langtry, e porque uma tia solteira de mesmo nome — filha adotiva de sua avó materna, Marie Augustine Loew — estava morando com a família. Após alguns problemas financeiros, sua família emigrou para Nova Iorque em 1906.
A família morava em um prédio, no quinto andar sem elevador, na 53rd Street, em Manhattan. Colbert afirmou que subir as escadas todos os dias, até 1922, foi o que deixou suas pernas bonitas. Seus pais mudaram formalmente seu nome legal para Lily Claudette Chauchoin. Georges Chauchoin trabalhou como um oficial em Primeiro Banco Nacional da Cidade, e a família foi naturalizada em 1912. Antes de Colbert entrar na escola pública, ela rapidamente aprendeu inglês com sua avó Marie, e cresceu bilíngue, falando inglês e francês.

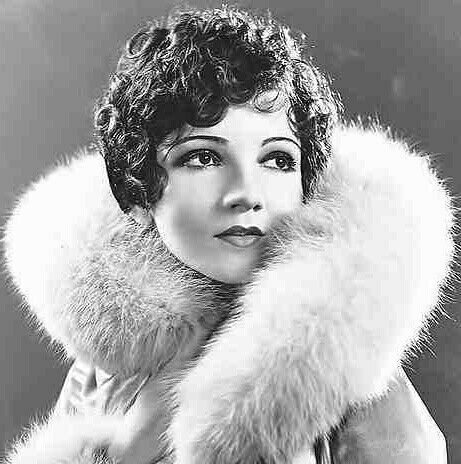
Durante o ensino médio, 1920

Depois de se naturalizar estadunidense, estudou na Washington Irving High School, onde sua professora, Alice Rossetter, a incentivou a ir à uma audição para uma peça que havia escrito. Colbert fez sua estreia no palco em Provincetown Playhouse, na peça "The Widow's Veil", quando tinha 15 anos. Seus interesses, no entanto, ainda se inclinavam para pintura, design de moda e arte comercial.
Com a intenção de se tornar designer de moda, ela frequentou a Art Students League of New York, onde pagou sua educação artística trabalhando em uma loja de roupas, como balconista, e também como babá, para pagar suas despesas. Depois de participar de uma festa com a escritora Anne Morrison, Colbert recebeu um pequeno papel na peça de Morrison e apareceu nos palcos da Broadway, num pequeno papel, em "The Wild Westcotts" (1923). Ela usava o nome Claudette, em vez de Lily, desde o colegial; para seu nome artístico, ela acrescentou o nome de solteira de sua avó materna, Colbert. Inspirada a prosseguir com o teatro, Colbert terminou os estudos e embarcou na carreira em 1925. Seu pai, Georges, morreu no mesmo ano, e sua avó, Marie Loew, morreu em Nova York em 1930.

## Carreira

### Primeiros papéis no teatro, 1924-1927
Em 1924, o produtor Albert H. Woods, impressionado com a capacidade de Colbert de falar com sotaques americano e britânico, a colocou em "The Fake", de Frederick Lonsdale, mas foi substituída por Frieda Inescort antes da peça estrear. Depois de assinar um contrato de cinco anos com Woods, Colbert desempenhou papéis ingênuos na Broadway de 1925 a 1929. Durante esse período, ela não gostava de ser escalada como uma empregada francesa. Colbert disse mais tarde: "No início, eles queriam me dar papéis em francês … É por isso que eu costumava dizer meu nome 'Col-bert' exatamente como é soletrado, em vez de 'Col-baire'. Eu não queria ser rotulada como 'aquela garota francesa.'" Em 1925, ela estava tendo sucesso na comédia "A Kiss in a Taxi", que teve 103 apresentações em um período de dois meses. Ela recebeu aclamação da crítica como uma encantadora de serpentes carnavalesca na produção da Broadway "The Barker" (1927), e reprisou o papel numa pequena turnê em West End, Londres. Ela foi notada pelo produtor teatral Leland Hayward, que a sugeriu para o papel no filme "For the Love of Mike" (1927). Agora conhecido como perdido, o filme, único de Colbert no cinema mudo, não se saiu bem nas bilheterias.

### Estrelato no cinema, 1928–1934

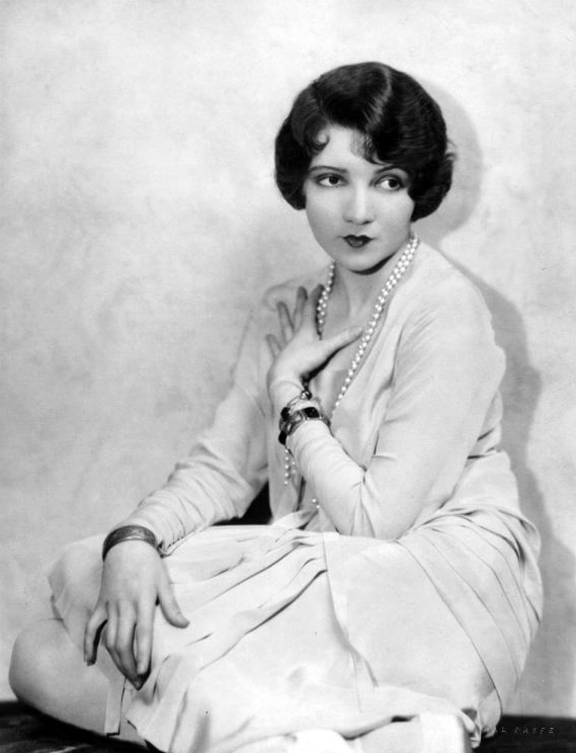
Colbert na produção da Broadway "La Gringa" (1928).

Em 1928, Colbert assinou um contrato com a Paramount Pictures. Existia uma demanda por atores dos palcos que pudessem lidar com os novos diálogos falados, e a elegância e a voz musical de Colbert estavam entre seus melhores recursos. Sua beleza chamou a atenção em "The Hole in the Wall" (1929), mas no começo ela não gostava de atuar no filme. Seus primeiros filmes foram produzidos em Nova Iorque. Durante as filmagens de "The Lady Lies" (1929), ela também estava aparecendo todas as noites na peça "See Naples and Die", seu último trabalho no teatro na década de 20. "The Lady Lies" foi um sucesso de bilheteria. Em 1930, ela estrelou "The Big Pond", ao lado de Maurice Chevalier, que foi filmado em inglês e francês. Co-estrelou "Manslaughter", também de 1930, com Fredric March, recebendo aclamação da crítica por sua atuação como mulher acusada de homicídio veicular. Atuou com March novamente em "Honra de Amantes" (1931). Ela também estrelou "L'Énigmatique Monsieur Parkes" (1931), uma versão de língua francesa de "Slightly Scarlet" para o mercado europeu, embora tenha sido exibido nos Estados Unidos. Colbert cantou e tocou piano em "O Tenente Sedutor", musical de Ernst Lubitsch, também de 1931, que foi indicado ao Oscar de melhor filme. A capacidade de Colbert de "segurar seu homem" (novamente Maurice Chevalier) superou a "rainha" Miriam Hopkins, de acordo com David Shipman. Colbert concluiu o ano com aparição no modesto sucesso "His Woman", ao lado de Gary Cooper.

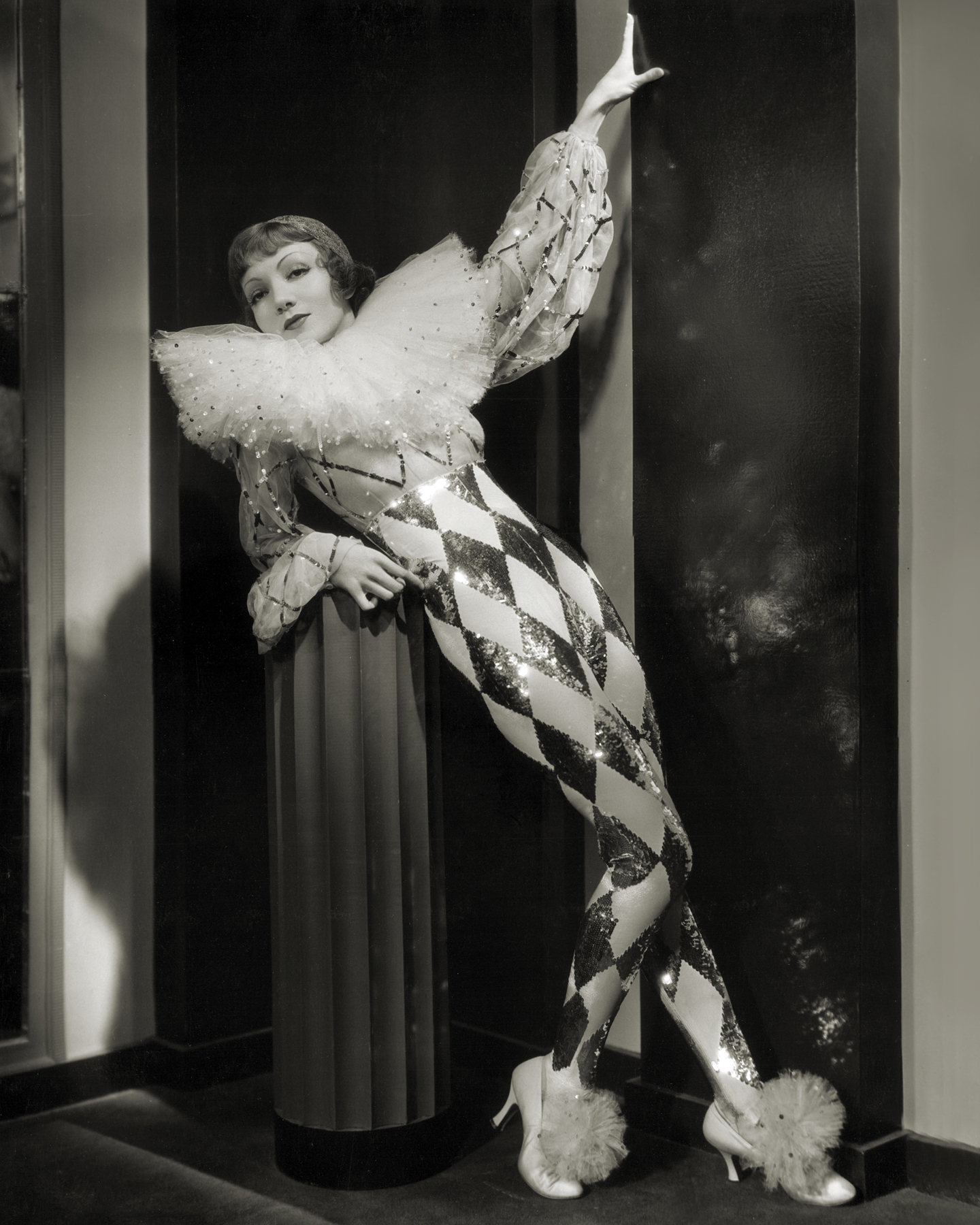
Colbert em "Tonight Is Ours" (1933).

A carreira de Colbert ganhou mais impulso quando Cecil B. DeMille a escalou como a femme fatale Popeia no épico histórico "O Sinal da Cruz" (1932), ao lado de Fredric March e Charles Laughton. Em uma das cenas mais lembradas de sua carreira cinematográfica, ela se banha nua em uma piscina de mármore cheia de leite de burra. O filme foi um dos maiores hits de bilheteria.
Em 1933, Colbert renegociou seu contrato com a Paramount para permitir que ela aparecesse em filmes para outros estúdios. Sua voz musical, um contralto que as notas de rodapé foram treinadas por Bing Crosby, também foi destaque em "Torch Singer" (1933), co-estrelando Ricardo Cortez e David Manners. Na época, foi classificada como a 13ª estrela de bilheteria do ano. Em 1933, apareceu em 21 filmes, com média de quatro por ano. Muitos de seus primeiros filmes foram sucessos comerciais, e sua performance muito admirada. Seus principais papéis eram considerados completos e diversificados, destacando sua versatilidade.

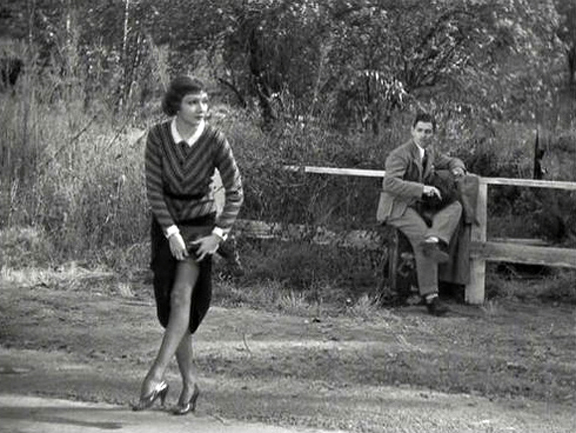
Colbert em uma das cenas mais controversas de sua carreira, ao mostrar as pernas para arranjar uma carona."It Happened One Night" (1934).

Colbert estava inicialmente relutante em aparecer no comédia romântica excêntrica "It Happened One Night" (1934). O estúdio concordou em pagar a ela US$ 50.000 pelo papel, e as filmagens seriam feitas em até quatro semanas para que ela pudesse tirar férias planejadas. Ela ganhou o Oscar de melhor atriz pelo filme.

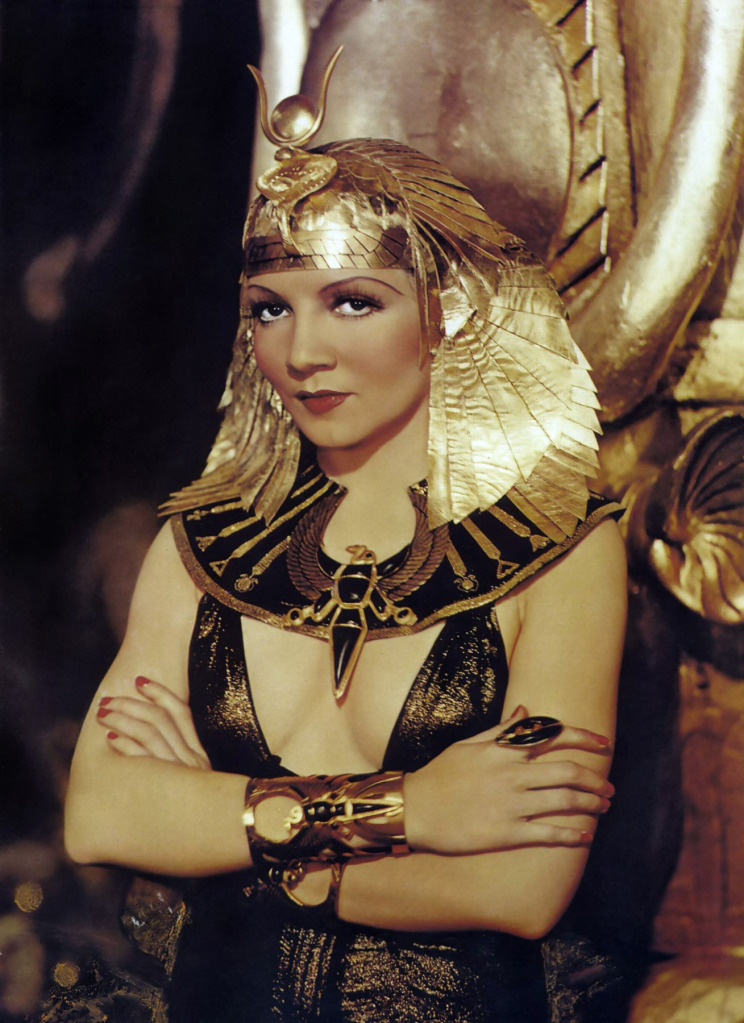
Colbert caracterizada como Cleópatra no filme homônimo de 1934.

Em "Cleópatra" (1934), Colbert desempenhou o papel-título ao lado de Warren William e Henry Wilcoxon. Foi o filme de maior bilheteria daquele ano, nos Estados Unidos. Depois disso, Colbert não quis mais retratar personagens abertamente sexuais, e mais tarde recusou tais papéis. "Imitation of Life" (1934), quando foi emprestada para atuar na Universal, foi outro sucesso de bilheteria. Esses três filmes foram nomeados ao Oscar de melhor fotografia no ano seguinte. Colbert é a única atriz até hoje a estar em três filmes nomeados para "Melhor Filme" no mesmo ano.

### Carreira pós-Oscar, 1935–1944
O perfil crescente de Colbert novamente permitiu que ela renegociasse seu contrato, o que levantou seu salário. Em 1935 e 1936, ela foi listada em sexto e oitavo lugar no "Top-Ten Money-Making Stars Poll" ("As Dez Estrelas Que Mais Faturam"), no Quigley anual. Ela recebeu uma outra indicação ao Oscar de melhor atriz com o seu papel no drama "Private Worlds" (1935).
Em 1936, Colbert assinou um novo contrato com a Paramount, tornando-a a atriz mais bem paga de Hollywood. Quando o estúdio renovou seu contrato em 1938, ela foi novamente considerada a atriz mais bem paga de Hollywood, com um salário de US$ 426.924. No auge de sua popularidade, no final da década de 1930, ela ganhou US$ 150.000 por filme. Em 1937 e 1938, ela foi, respectivamente, listada como a 14ª e a sexta mulher mais lucrativa nos EUA.
Colbert passou o resto da década de 1930 habilmente alternando entre comédias românticas e dramas: "She Married Her Boss", com Melvyn Douglas; "The Gilded Lily" e "The Bride Comes Home" (todos de 1935), com Fred MacMurray; "Under Two Flags" (1936), com Ronald Colman; "Zazá" (1939), com Herbert Marshall; "Meia-Noite" (1939), com Don Ameche; e "It's a Wonderful World" (1939), com James Stewart.

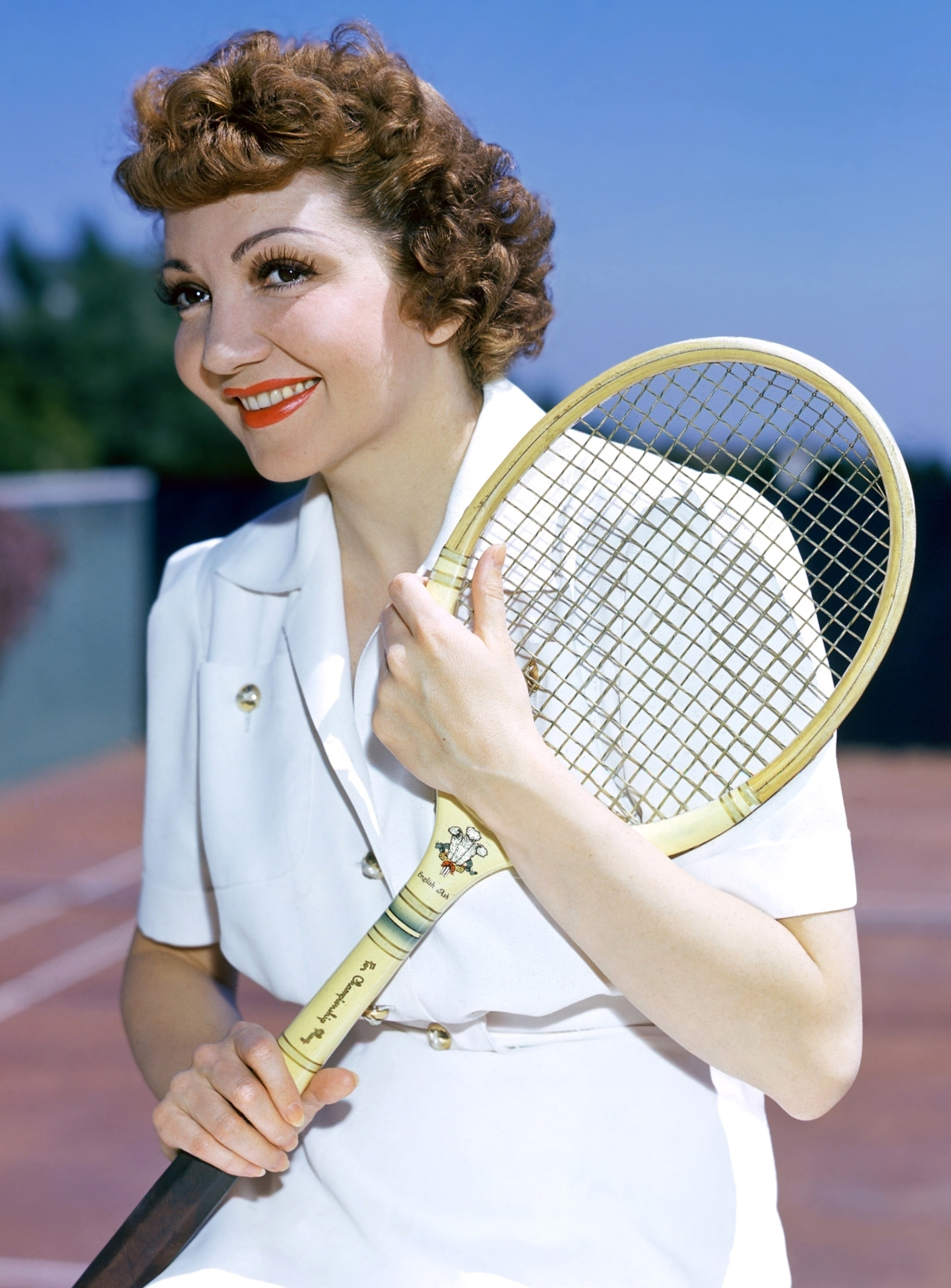
Colbert jogando tênis, no início dos anos 40.

Colbert tinha 1.65 cm. A colunista Hedda Hopper escreveu que Colbert colocou sua carreira "à frente de tudo, exceto possivelmente seu casamento", e que ela tinha um forte senso do que era melhor para ela e um "desejo profundo de estar em forma, eficiente e sob controle". O biógrafo A. Scott Berg escreveu que Colbert "ajudou a definir a feminilidade para sua geração com sua maneira chique". Colbert disse uma vez: "Eu sei o que é melhor para mim - afinal, estou no negócio de Claudette Colbert há mais tempo do que qualquer um".
Colbert era muito particular sobre como ela aparecia na tela e acreditava que seu rosto era difícil de iluminar e fotografar. Ela insistia em ter o lado direito do rosto longe da câmera por causa de uma pequena protuberância causada por um nariz quebrado quando criança. Isso às vezes exigia que os sets de filmagem fossem redesenhados. Durante as filmagens de "Tovarich" (1937), o diretor Anatole Litvak dispensou um de seus cinegrafistas favoritos. Depois de ver os arquivos já filmados pelo cinegrafista substituto, Colbert se recusou a continuar o filme. Ela insistiu em contratar seu próprio cinegrafista e se ofereceu para renunciar ao seu salário se o filme ultrapassasse o orçamento como resultado. Gary Cooper estava apavorado com a perspectiva de trabalhar com Colbert em sua primeira comédia, "Bluebeard's Eighth Wife" (1938), considerando que Colbert já era uma especialista no gênero.
Colbert aprendeu sobre iluminação e cinematografia e recusou-se a começar a filmar até que estivesse convencida de que seria mostrada para sua melhor vantagem. "Drums Along the Mohawk" (1939), com Henry Fonda, foi seu primeiro filme colorido e uma das 20 maiores bilheterias do ano. However, No entanto, ela desconfiava do processo relativamente novo technicolor, e temia não ser bem fotografada, preferindo depois ser filmada em preto e branco.
Durante este tempo, ela começou a se apresentar no popular programa de rádio da CBS Lux Radio Theatre e foi ouvida em 22 episódios entre 1935 e 1954. Ela também participou de 13 episódios da rádio The Screen Guild Theater, entre 1939 e 1952.
Em 1940, Colbert recusou um contrato de sete anos com a Paramount que lhe pagaria US$ 200.000 por ano, depois de saber que ela poderia ganhar US$ 150.000 por filme como uma artista freelance. Com seu empresário, Colbert garantiu papéis em filmes de prestígio, e esse período marcou o auge de sua capacidade de faturamento. "Boom Town", lançado em agosto de 1940, foi o filme de maior bilheteria daquele ano nos Estados Unidos. No entanto, Colbert disse uma vez que "Arise, My Love" (1940) era seu favorito de todos os seus filmes. O filme ganhou o Oscar de melhor história original.
Durante as filmagens de "So Proudly We Hail!" (1943), ocorreu uma rixa entre Colbert e a co-estrela Paulette Goddard, que preferia outra co-estrela, Veronica Lake, em vez de Colbert. Goddard disse que Colbert "se transformou", e que Claudette "estava sob a mira de meus olhos a todo momento", fazendo com que as duas continuassem sua rivalidade durante as filmagens. Isso era incomum para Colbert, que costumava ser também conhecida por manter altos padrões de profissionalismo.
Impressionado com o papel de Colbert em "So Proudly We Hail!", David O. Selznick aproximou-se dela para interpretar o papel principal em "Since You Went Away" (1944). Ela estava inicialmente relutante em aparecer como mãe de filhos adolescentes, mas Selznick acabou por conquistá-la. Lançado em junho de 1944, o filme arrecadou quase US$ 5 milhões nas bilheterias dos Estados Unidos e foi o terceiro filme de maior bilheteria do ano. O crítico James Agee elogiou aspectos do filme, mas particularmente o trabalho de Colbert. Como resultado do filme, ela recebeu uma indicação ao Oscar de melhor atriz.

### Carreira pós-guerra, 1945-1965

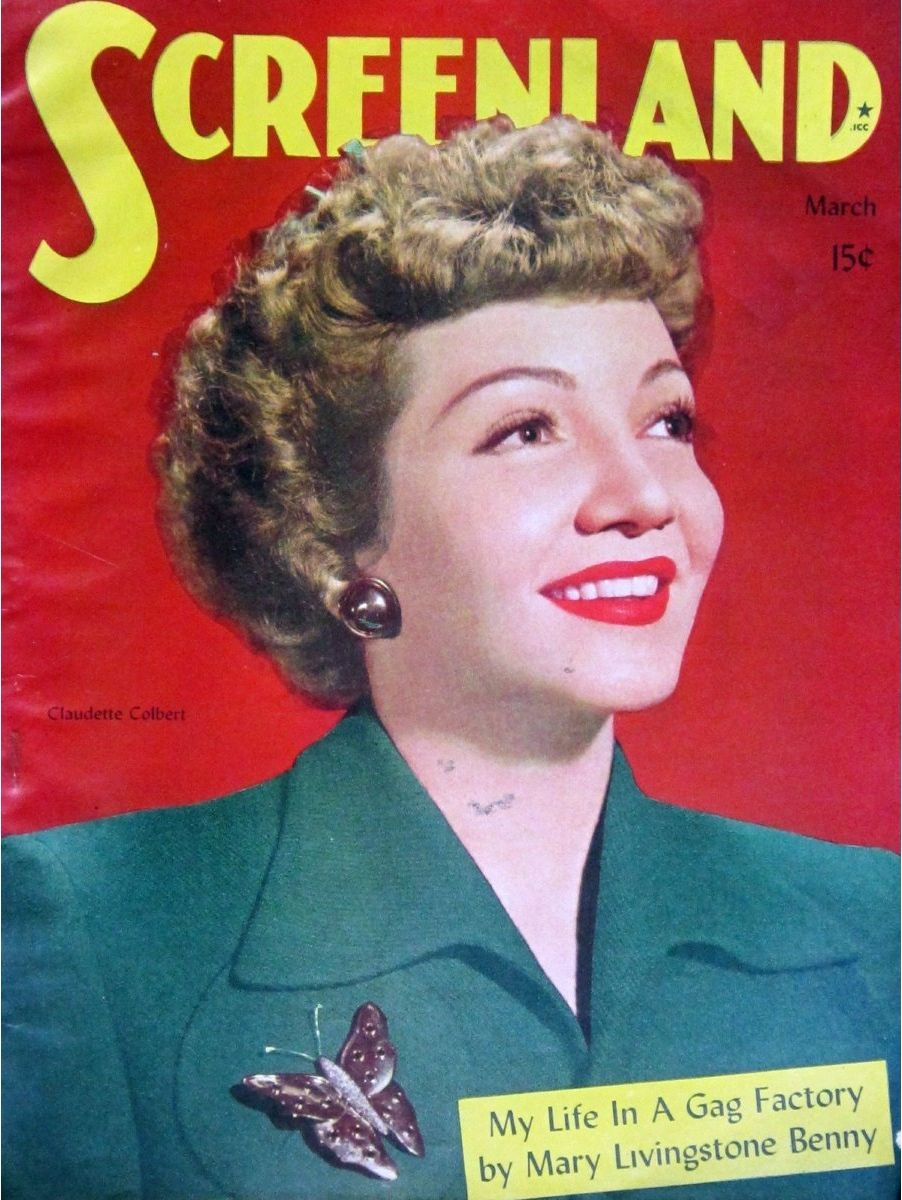
Colbert na capa de Screenland antes do lançamento de "Guest Wife" (1945).

Em 1945, Colbert encerrou sua associação com a Paramount e continuou a trabalhar como freelancer em filmes, como em "Guest Wife" (1945), com Don Ameche. Ela estrelou também "Without Reservations" (1946), da RKO Pictures, ao lado de John Wayne, que arrecadou US$ 3 milhões nos EUA. Enquanto trabalhava no filme, o diretor Mervyn LeRoy descreveu Colbert como uma mulher "interessante" para se trabalhar, lembrando seu hábito de não observar para onde estava indo e constantemente esbarrar nas coisas. Elogiada por seu senso de estilo e moda, Colbert garantiu ao longo de sua carreira que ela estivesse impecavelmente arrumada e bem-vestida. Para o melodrama "Tomorrow Is Forever", Jean Louis foi contratado para criar 18 mudanças de guarda-roupa para ela. "Tomorrow Is Forever" e "The Secret Heart" (ambos de 1946), também foram sucessos comerciais substanciais, e a popularidade de Colbert durante 1947 a fez entrar, mais uma vez, no "Top-Ten Money-Making Stars Poll" ("As Dez Estrelas Que Mais Faturam"), no Quigley anual, em nono lugar.
Ela alcançou grande sucesso ao lado de Fred MacMurray na comédia "The Egg and I" (1947), que foi a segunda maior bilheteria daquele ano, e posteriormente reconhecido como o 12º filme americano mais lucrativo da década de 1940. O filme de suspense "Sleep, My Love" (1948), com Robert Cummings, foi um sucesso comercial modesto. Em 1949, ela ainda era classificada como a 22ª maior estrela de bilheteria.
A comédia romântica "Bride for Sale" (1949), na qual Colbert fazia parte de um triângulo amoroso com George Brent e Robert Young, foi bem avaliado. Seu desempenho no filme de pós-guerra "Three Came Home" (1950), foi também elogiado pelos críticos. No entanto, o melodrama de mistério "The Secret Fury" (1950), distribuído pela RKO Studios, recebido comentários mistos. Durante esse período, Colbert não pôde trabalhar além das 17h todos os dias devido a ordens de seu médico. Mesmo com Colbert ainda parecendo uma moça jovem, ela achou difícil a transição para interpretar personagens mais maduros quando entrou na meia-idade. Ela disse: "Sou uma comediante muito boa, mas também sempre lutei contra essa imagem".
Em 1949, Colbert foi selecionada para interpretar Margo Channing em "All About Eve" (1950), já que o produtor Joseph L. Mankiewicz sentiu que ela representava melhor o estilo que ele imaginou para o papel. No entanto, Colbert feriu severamente as costas, forçando-a a abandonar a produção pouco antes das filmagens começarem. Bette Davis foi escalada, em vez disso, e recebeu uma indicação ao Oscar pelo filme. Mais tarde na vida, Colbert disse: "Eu apenas nunca tive a sorte de interpretar vadias."

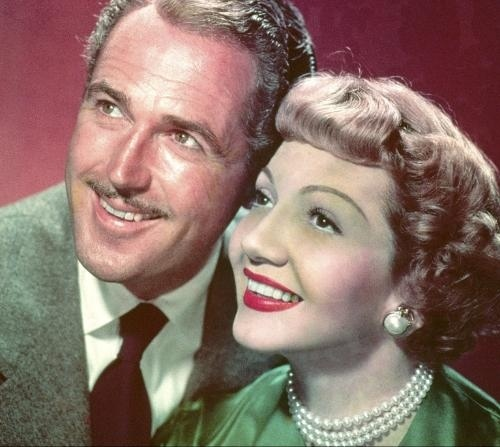
Patric Knowles e Colbert em "Three Came Home" (1950).

No início da década de 50, Colbert viajou para a Europa para propósitos fiscais e participou de menos filmes. "The Planter's Wife" (1952), foi um sucesso no mercado britânico. Ela interpretou um papel secundário em "Si Versailles m'était conté..." (1954), seu único filme com um diretor francês (Sacha Guitry). Foi examinado pelos Estados Unidos em 1957.
Em 1954, Colbert recusou um acordo de transmissão de um milhão de dólares com a NBC, mas fez um acordo com a CBS para estrelar em vários shows. Depois de uma aparição de sucesso em uma versão televisiva de "The Royal Family" (uma paródia da família Barrymore na série "The Best of Broadway"), ela assumiu mais trabalhos na televisão. Ela estrelou em adaptações de "Uma Mulher do Outro Mundo" em 1956, e "Os Sinos de Santa Maria" em 1959. Fez participações especiais em "Robert Montgomery Presents" e "Playhouse 90".
Em 1956, Colbert apresentou a 28ª Cerimônia do Oscar.
Em 1957, foi escalada para interpretar Lucy Bradford, esposa do professor Jim Bradford (Jeff Morrow), no episódio "Blood in the Dust", da série "Dick Powell's Zane Grey Theatre", transmitida pela CBS. Na história, Jim se recusa a recuar quando um atirador ordena que ele deixe a cidade, deixando Lucy angustiada, já que Jim não dispara uma arma desde que estava na Guerra Civil.
No episódio de 1960, "So Young the Savage Land", do mesmo programa, ela interpretou Beth Brayden, que fica desiludida com seu marido fazendeiro Jim (John Dehner) quando ele se volta para a violência para proteger sua propriedade.
Em 1958, ela voltou para a Broadway em "The Marriage-Go-Round", pelo qual foi indicada ao Tony de melhor atriz.

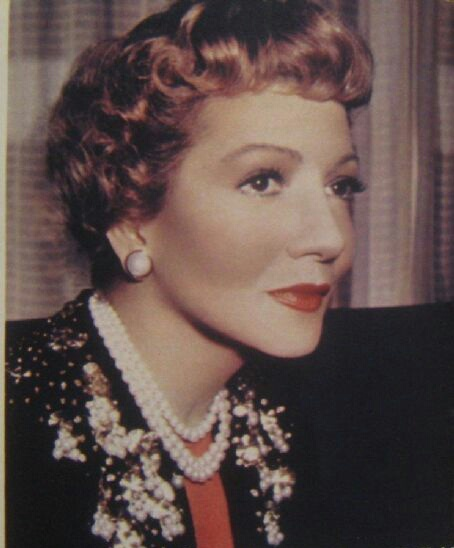
Colbert durante uma produção de TV em 1959.

Ela fez um breve retorno às telas ao lado de Troy Donahue em "Parrish" (1961). Foi sua última aparição nos telões, e ela desempenhou o papel coadjuvante de uma mãe. O filme foi um sucesso comercial, mas Colbert recebeu pouca atenção e orientou seu agente a encerrar quaisquer outras tentativas de gerar interesse nela como atriz de cinema.

### Carreira posterior, 1962–1987
Colbert fez aparições de sucesso na Broadway em "The Irregular Verb to Love" (1963); in "The Kingfisher" (1978), com a co-estrela Rex Harrison; e em "Aren't We All?" (1985), de Frederick Lonsdale, também com Harrison. Ela disse a um entrevistador: "O público sempre parece estar feliz em me ver, e eu estou muito feliz em vê-los".　
Ela apareceu em um papel coadjuvante na minissérie de televisão "The Two Mrs. Grenvilles" (1987), que foi um sucesso de audiência, e pelo qual ela ganhou um Globo de Ouro e foi indicada para um Emmy Award. No final de sua vida, ela explicou por que nunca escreveu sua autobiografia: "Fui feliz, e isso não é história".
Os críticos modernos apontaram que Colbert tinha um conjunto único - seu rosto redondo, olhos grandes, cabelo enrolado, corpo esbelto, voz elegante, maneiras aristocráticas, atuação relaxada, vivacidade irônica, estilo inteligente, timing cômico e charme sedutor feminino–que a distingue de outras comediantes e divas da década de 1930. Em suas comédias, ela invariavelmente interpretava mulheres astutas e autoconfiantes; ao contrário de muitos de seus contemporâneos, porém, ela raramente se envolveu em comédia física. Seus personagens eram mais propensos a serem observadores e comentaristas.

## Premiações
- Recebeu três indicações ao Oscar de melhor atriz, por "It Happened One Night" (1934), "Private Worlds" (1935) e "Since You Went Away" (1944). Venceu por "It Happened One Night".
- Ganhou o Globo de Ouro de melhor atriz coadjuvante em televisão por "The Two Mrs. Greenvilles" (1987).